# 천젠펑
천젠펑(진건봉, 중국어: 陳鍵鋒, 영어: Sammul Chan, Samuel Chan, Sammuel Chan, 1978년 5월 4일 ~ )은 홍콩 특별행정구의 배우, 가수이다. 본명(本名)은 천언야오(陳恩耀).

## 생애
영국령 홍콩에서 출생하여 지난날 한때 중화인민공화국 광둥성 차오저우에서 잠시 유아기를 보낸 적이 있는 그는 1997년 광고 모델 첫 데뷔에 이어 같은 해 라디오 방송 디스크 자키로도 데뷔하였고 이듬해 1998년 가수로 데뷔하였으며 1999년 영화 《몰유니, 몰유아(沒有你, 沒有我)》의 단역 출연을 통하여 영화배우 데뷔하였고 이어 같은 해부터 텔레비전 드라마에도 출연하기 시작하였으며 이듬해 2000년에는 연극배우 데뷔를 하였다.

## 출연작

### 텔레비전 드라마
- 《난세가인》
- 《미인심계》(美人心計, Tactics of beauty)

## 호우(好友) 관계
- 마궈밍, 우줘시, 린펑, 리뤄이, 황쭝쩌와 절친한 관계이다.

## 같이 보기
- 천잔펑
- 천메이스
- 랴오쥔자
- 량청치
- 장만링